# 京成AE100型電聯車
京成AE100型電聯車（日语：／ Keisei AE100-gata densha */?）是京成電鐵的特急電動列車組，亦是第二款服務Skyliner的車型。2010年，成田機場線落成，第二代AE型接棒營運Skyliner班次，而AE100則營運行走京成本線的Cityliner。AE100於2016年初因Cityliner服務停止而全數退役。

## 概要

### 列車設計
列車的車頭燈採用隱藏式的設計。此外，與兩代的AE型不同，因開發初期京成電鐵打算開設經都營淺草線往來成田機場及羽田機場的特急列車班次，AE100型車頭設有逃生門，以符合在地下鐵行駛的安全標準。

## 列車編組
每列AE100型列車有6個動力車廂及2個無動力車廂。1號車廂為成田機場方向。
| 車廂號碼 | 1   | 2   | 3   | 4   | 5   | 6   | 7   | 8   |
| -------- | --- | --- | --- | --- | --- | --- | --- | --- |
| 形式     | M2c | M1  | T   | M2  | M1' | T   | M1  | M2c |
| 車廂型號 | 1x1 | 1x2 | 1x3 | 1x4 | 1x5 | 1x6 | 1x7 | 1x8 |

- 2及7號車廂設有集電弓.[1]
- 車廂型號中的"x"為列車的號碼(第1至第7列).[1]
- 2010年7月17日前，1號及8號車廂為吸煙車廂。

## 車廂內部
所有車廂為同一席級，均是指定席。4號車廂則配備洗手間及輪椅空間而5號車廂設有飲品售賣機。

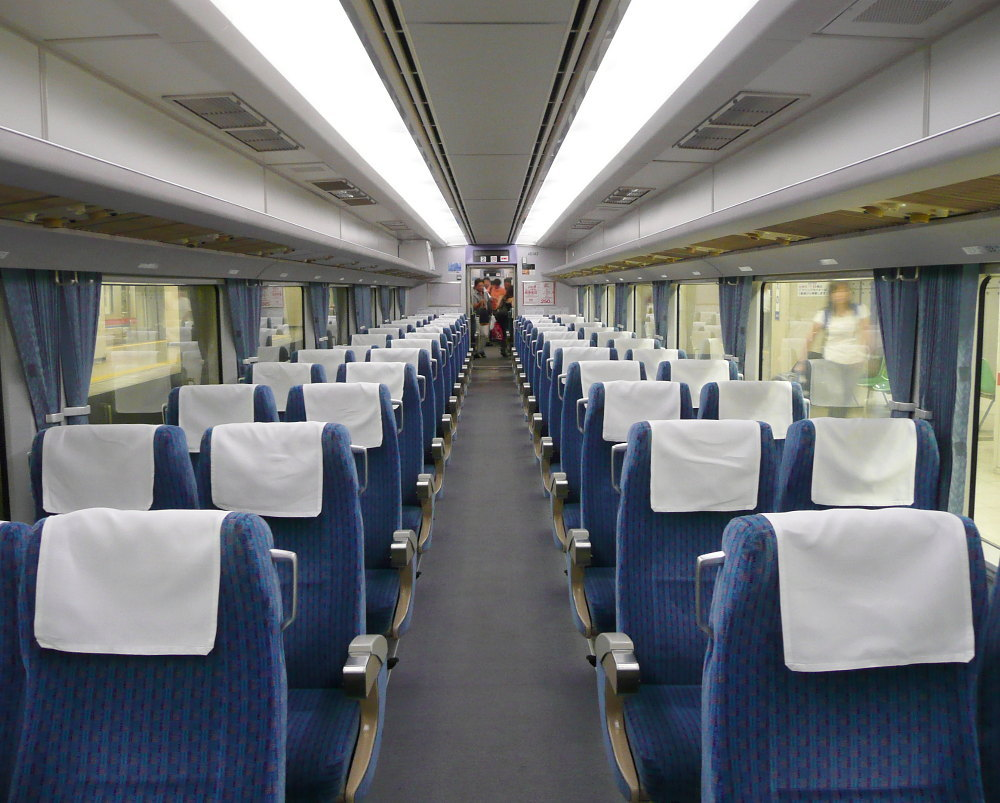
車廂內部
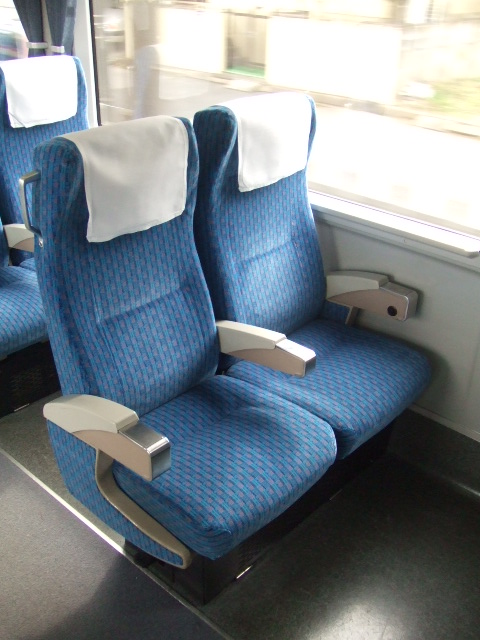
座位

## 營運歷史
第一列AE100型於1990年6月投入服務，取代第一代AE型列車。
AE100型於2001至2003年進行翻新工程，工程包括增加輪椅空間及翻新座椅。從2010年7月17日開始，所有AE100型列車服務Cityliner。
因Cityliner服務需求減少，在2010至2012年期間，7列中有5列AE100退役並拆毀，只有兩列繼續營運。從2015年12月5日起，Cityliner停止服務，兩列AE100型被閒置，只間中服務季節性的特別班次。最後兩列AE100型於2016年2月21及28日，完成榮休班次後正式退役。